# Thomas Bromhead
Thomas «Tom» Bromhead (Australia, 28 de diciembre de 1972) es un actor, comediante y músico australiano. Vive en Los Ángeles, California, en los Estados Unidos.
Puede realizar una amplia variedad de acentos y voces. Sus dialectos naturales son el inglés estadounidense, británico y australiano. También puede hablar alemán.

## Filmografía

### Imagen real

#### Películas
- Footy Legends - Voces Adicionales (automatisado) (voz)
- Offing David - Tenis Locutor (voz)
- Bigger Than Tina - Adicional Papel

#### Televisión
- Australia's Funniest Home Videos - Locutor (voz)
- Dogwoman: A Grrrl's Best Friend - Vídeo tienda asistente (TV película)
- Blue Heelers - Brendon (1 episodio (1996))
- Important Things with Demetri Martin - Superman (voz) (Temporada 2, Episodio 6: 2: Parte 2)
- Vecinos - Frank (Episodio #1.2930)
- Raggs - B Max (voz)
- Stingers - Botella Tienda asistente (Episodio: Jelly Babies)

### Funciones de voz

#### Televisión Animación
- I Got a Rocket - Rocket[2]

#### Videojuegos
- Skylanders: Spyro's Adventure - Dino-Rang, Drill Sergeant, Adicionales Voces (Originalmente se filtró de un guion holandés antes de que el juego fue anunciado)[3]
- Skylanders: Giants - - Dino-Rang, Drill Sergeant, Adicionales Voces[4]
- Rise of the Guardians: The Video Game - Bunnymund
- Undead Knights - Jester/Ouroboros (acreditado como Thomas Browmhead)
- White Knight Chronicles II - Rojo Capitán
- Aion: The Tower of Eternity - Adicionales Voces
- EA Sports MMA - Nigel Harris

#### Rides Atracción
- Finding Nemo Submarine Voyage - Safety Spiels (2007)